# Nomen dubium
En la nomenclatura zoològica un nomen dubium (‘nom incert’ en llatí, plural nomina dubia) és un nom científic que és d'aplicació desconeguda o dubtosa.